# …Et toute ma sympathie
…Et toute ma sympathie est un roman autobiographique de Françoise Sagan, paru en 1993. 
Il s'agit d'une suite au roman Avec mon meilleur souvenir. 

## Résumé
Recueil de souvenirs, de rencontres, de sentiments, on y croise Ava Gardner, Catherine Deneuve ou Mikhaïl Gorbatchev, un texte sur Cajarc, le village natal de Sagan, un sur le rire, on y trouve une lettre de rupture.
Le titre est inspiré d'une bourde de la romancière qui, lors de son premier voyage aux États-Unis, dédicaçait ses livres avec la mention « with all my sympathies », faux-ami anglais qui, en français, se traduirait par « avec toutes mes condoléances ».